# Barrage de Sille

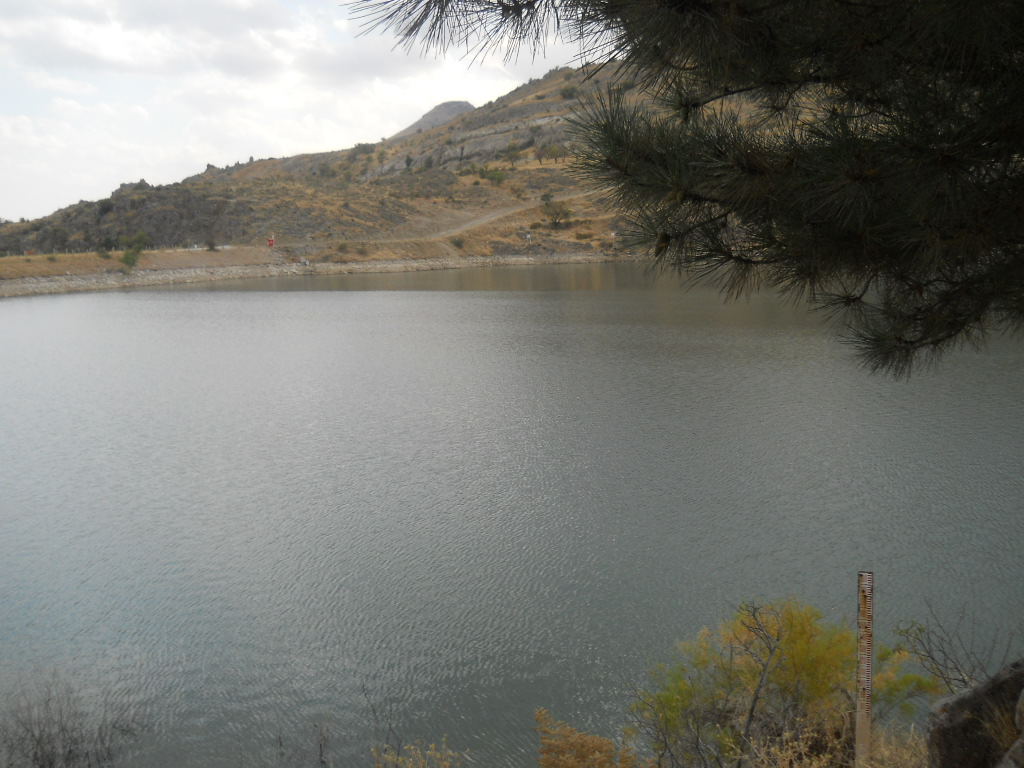
Barrage de Sille

Le barrage de Sille est un barrage turc.

## Sources
- (en) www.dsi.gov.tr/tricold/sille.htm Site de l'agence gouvernementale turque des travaux hydrauliques